# Louise Dickinson Rich
Louise Dickinson Rich (* 14. Juni 1903 in Huntington, Massachusetts; † 19. April 1991 in Mattapoisett, Massachusetts) war eine US-amerikanische Schriftstellerin.

## Leben

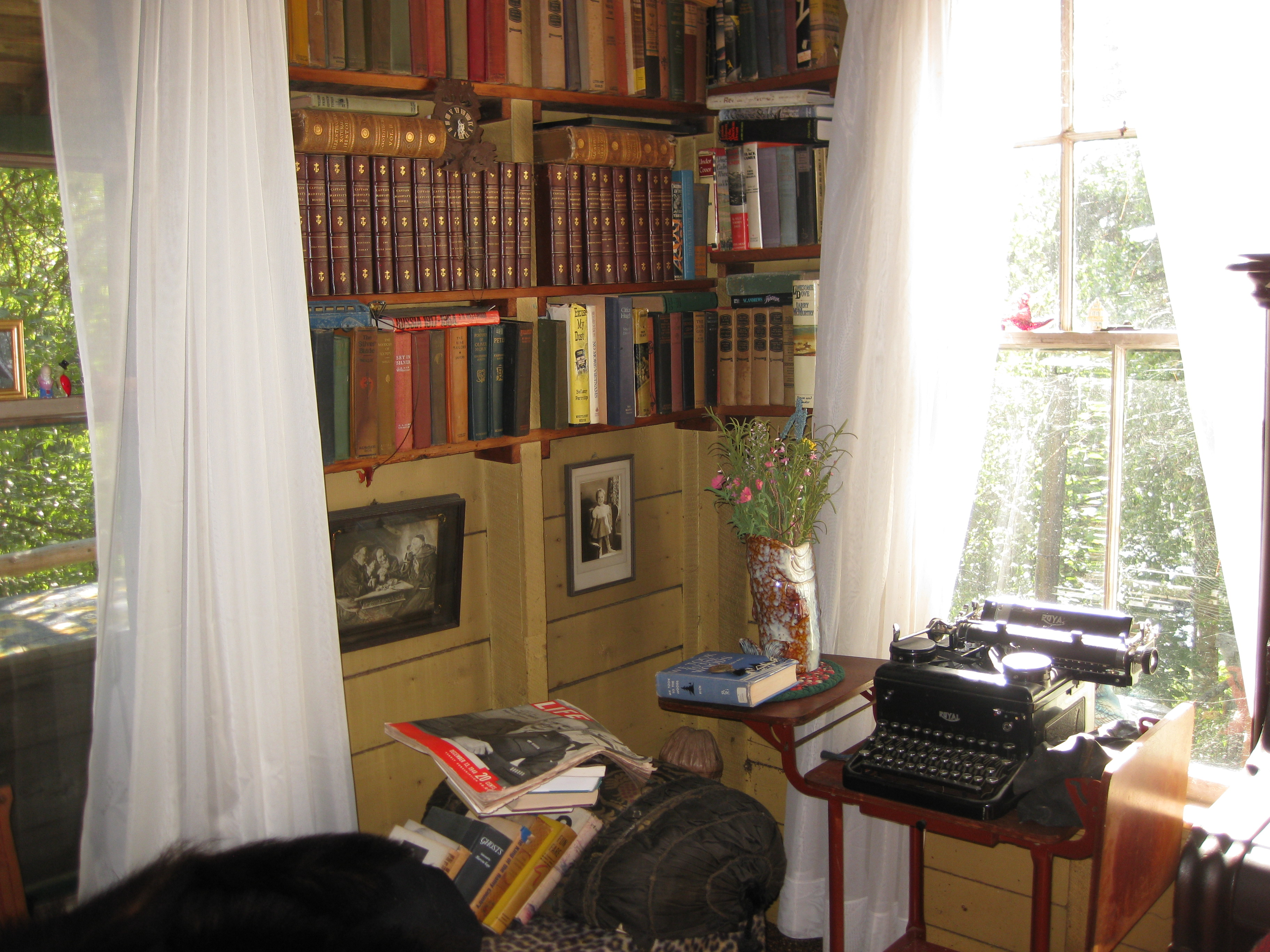
Richs Schreibmaschine und Bücherregal im Sommerhaus in Forest Lodge (heute gelistet im National Register of Historic Places), 2011

Rich wuchs in der Stadt Bridgewater, Massachusetts auf, wo ihr Vater die Wochenzeitung The Independent herausgab. Sie schloss das Massachusetts State Teacher's College 1924 mit dem Bachelorexamen ab. Ihre erste Ehe aus dem Jahre 1926 wurde 1931 geschieden. Während eines Kanutrips mit einer Freundin im Bundesstaat Maine traf sie ihren späteren Ehemann Ralph Eugene Rich. Dieser war vom Geschäftsleben in Chicago wieder aufs Land zurückgekehrt.
Louise und Rich heirateten ein Jahr später und sie ließen sich an der Staatsgrenze von Maine zu New Hampshire
in der Nähe des Umbagog Lake nieder. Sie bewohnten ein großes Sommerhaus in Forest Lodge am Rapid River, das jedoch schlecht isoliert war und zogen im Winter in ein kleineres Haus um. In ihrem ersten Werk, dem autobiographischen We Took to the Woods aus dem Jahre 1942 schildert Rich das Leben in der Wildnis mit Mann, Sohn und Tochter und einem Gehilfen in einer an Henry David Thoreau erinnernden Situation.
Nachdem Richs Ehemann unerwartet 1945 verstorben war, zog die Autorin mit den Kindern in ihre Heimatstadt Bridgetown zurück. Sie schrieb in den folgenden mehr als dreißig Jahren etliche autobiographische Werke, Bücher über Natur und Geschichte sowie sechs Romane. Im Alter von 87 Jahren verstarb sie an Herzversagen im Hause ihrer Tochter.

## Veröffentlichungen
- We Took to the Woods. J. B. Lippincott Company, Philadelphia/New York 1942.
  - deutsch: Geliebte Wälder: Ein Stück unbekanntes Amerika. A.Müller, Rüschlikon, Zürich, Schweiz 1947.
- Happy Land, Autobiografie. 1946.
- Start of the Trail: the Story of a Young Maine Guide, Roman.  1949.
- Innocence Under the Elms, 1955.
- The Coast of Maine, 1956.
- The First Book of New England, pictures by Leonard Everett Fisher. F. Watts, New York City 1957.
- The Peninsula, 1958.
- Mindy, 1959.
  - Mindy, Jugendbuch. Boje Verlag, Stuttgart 1963, ISBN 3-414-12440-8.
- The Kennebec River, 1967.
- King Philip’s War: The New England Indians Fight the Colonists, 1972.
- Summer at High Kingdom, Roman. 1975.